# Un rapport pour une académie
Un rapport pour une académie (Ein Bericht für eine Akademie) est une nouvelle du romancier germanophone Franz Kafka publiée en 1917 dans la revue Der Jude, puis en 1920 dans le recueil de nouvelles Un Médecin de campagne.

## Genèse
En septembre 1908 et en avril 1909, un vaudeville de Prague a donné des représentations avec un chimpanzé dressé, nommé "Consul Peter". Il est probable que Kafka en ait été influencé. Il s'est d'ailleurs aussi beaucoup intéressé au comportementalisme et au darwinisme social. L'idée de récit reposerait aussi sur la connaissance de Kafka du récit d'Hoffmann Message d'un jeune homme instruit.

## Résumé
Un singe, Rotpeter, est invité par une académie à relater sa vie simiesque et la façon dont ils s'est adapté aux hommes. Capturé dans une expédition puis enfermé pendant des mois dans une cage, il a cherché une issue pour se libérer. Il a vite compris qu'à côté de sa vie en cage dans un jardin zoologique, une autre voie lui était possible, celle de devenir un acteur de vaudeville. Il pourrait ainsi, avec abnégation, patience et ténacité devenir lui aussi un homme.
Sur le bateau, il s'essaie donc à imiter les gens, afin de pouvoir devenir comédien. Un passager l'aide à réaliser son rêve en lui enseignant des choses très diverses. Le singe a cependant beaucoup de difficulté pour une pratique : boire de l'alcool.
Il est ensuite engagé dans un vaudeville où il rencontre beaucoup de succès. Il vit alors une vie mondaine et de luxe, entre banquets, réunions scientifiques, festivités et salons. Il obtient finalement l'intelligence et les connaissances, grâce à ses efforts, d'un européen moyen.
Cet animal semble donc capable de jouer sur la fine limite entre l'homme et l'animal, contrairement à son dresseur qui est presque devenu un singe et qui a finalement été interné en asile. De plus, il vit avec une chimpanzé qu'il ne supporte pas le jour, quand elle lui apparaît bestiale, mais avec qui il ne craint pas de dormir la nuit.

## Forme
Le singe est le narrateur de cette nouvelle, il est donc le maître d'un récit subjectif. Ainsi, tous les éléments de sa vie antérieure sont refoulés. Cela reflète le caractère traumatique de son enlèvement. Le "je" vivant l’expérience passe ainsi à l'arrière plan au profit d'un "je" supérieur, qui juge et raconte le récit.
Le récit est même inspiré de la forme cinématographique, notamment dans la façon étonnamment précise dont le singe décrit les ravages de l'alcool sur lui-même et sur son dresseur.

## Liens avec l’œuvre de Kafka
Il existe plusieurs fragments assez courts de ce texte. Une rencontre étrange entre un narrateur et l'impresario de Rotpeter, une conversation de Rotpeter  avec un visiteur et le début d'un texte du premier professeur de Rotpeter, devenu fou.
Plusieurs animaux sont les personnages principaux d'oeuvres de Kafka, comme dans Le Terrier ou dans Recherches d'un chien. Il existe un lien aussi avec le récit La Métamorphose où une transformation inverse s'effectue, un homme devient animal.

## Adaptations
La nouvelle a été adaptée au théâtre en 2010 dans un seul en scène interprété par Kathryne Hunter aux Bouffes du Nord, puis en 2023 par Georges Lavaudant avec Manuel Le Lièvre. Elle a également fait l'objet d'une bande dessinée en 2022 sous le titre La Conférence, par Mahi Grand.